# 明日戰記
《明日戰記》（英語：Warriors of Future）是2022年的香港後末日科幻動作片，由吳炫輝執導，劉浩良及麥天樞編劇，古天樂、劉青雲、劉嘉玲、姜皓文與謝君豪主演，張家輝客串。本片同時是吳炫輝的導演首作，主要讲述了在未来世界当下科技文明急速发展，人类开始为多年的恶行付出代价。地球陷入内忧外患，一颗陨石坠落并带来杀伤力极强的外星植物潘朵拉，它遇水即生長，不断吞噬城市，危及全人类生命的故事。電影總投資額逾4.5億港元，前期籌備3年，2017年開始6個月時間的主體拍攝，於2017年6月煞科，並進入4年的後期製作，為香港電影史歷年最大規模製作的電影。本片由天下一電影投資及發行，並以「香港有史以來最具規模科幻巨著」作宣傳。
電影2022年8月5日在中國大陸上映、香港在2022年8月25日上映，並成為第46屆香港國際電影節開幕電影。
電影同時獲邀成為英國「倫敦東亞電影節」之閉幕電影，於美國洛杉磯「Go Beyond Fest」參展、並入選「夏威夷國際電影節」的「光影浪潮：香港電影新動力」單元、意大利「里雅斯特科幻電影節」競賽單元及意大利米蘭「Oltre Lo Specchio」競賽單元。身兼總監製的古天樂同時獲倫敦東亞電影節頒發「亞洲影壇傑出成就獎」，以表揚其對亞洲影壇的貢獻。
電影2022年12月2日在網上串流平台Netflix獨家播出，並於愛奇藝、騰訊及優酷等多個內地视频网站平台同步上線播出。
本片在香港總票房累計$8,182萬，並且一度成為香港票房收入最高的華語電影，其後紀錄在2023年2月被《毒舌大狀》打破。但仍然成為2022年度香港電影票房冠軍。

## 劇情
自廿一世紀，人類科技急速發展，各國成功研發軍事機械人，全世界陷入不斷戰爭。後來戰爭雖然結束，但多年來的戰事和工業過度發展，早已令地球百病叢生，大氣層充斥高濃度毒素，大部份人，包括剛出生的嬰兒，皆因為患上癌症而死亡。
世界各地政府陸續開發和興建「天幕」屏障系統，隔絕殘存人口與大氣層的毒素。有560萬人口的B-16區，在少將李昇（張家輝飾）所建立的「天幕」下得以生存。三個月前，興建天幕期間，B-16區遭巨型殞石擊中，隕石冒出外星植物「潘朵拉」，降雨時以高速生長，所到之處無一倖免。陳蒼松博士（謝君豪飾）發現其可以淨化大氣的污染，但其攻擊力過於強大，造成人命傷亡，一直束手無策。直到三個月後，陳博士一行發現「潘朵拉」對某種H型病毒產生機能弱化反應，繼而利用其而成功開發改造「潘朵拉」特性的「基因子彈」。B-16區政府於是下令當地軍方的空戰部隊（ASU）進行偵查及改造任務，務必在即將來臨的兩次暴雨前完成改造。 
軍方指派空戰部隊的精英軍人，包括指揮官鄭重生（劉青雲飾）及多年前女兒因癌症喪命的泰來（古天樂飾）帶領的小隊執行任務，軍方也指派了上校譚冰（劉嘉玲飾）擔任行動總指揮。深信機械人軍事的譚上校對人手兵力寄以不信任，表示任務將沒有退路，以及有B計劃以炸彈武力摧毀「潘朵拉」的準備，以犧牲16萬人口作代價。鄭與泰來得知後與譚上校衝突不斷，泰來更自動請纓作偵查先頭部隊，更臨時徵召了通訊兵霍乃光（光仔，萬國鵬飾）及隊員楊霖加入小隊，駕駛直昇機小隊086，連同其餘兩架共同護送攜帶「基因子彈」的主部隊巨鯨直昇機出發。
三架先頭部隊的直昇機成功投放顯影彈，以偵測「潘朵拉」的母體位置。但一心保住「天幕」利益的李昇此時遙距發動了機械人的攻擊及通訊電波干擾，將巨鯨直昇機的主隊伍擊毀。而泰來的086小隊，更因直昇機的擊毀激發了「潘朵拉」的攻擊而墮機，但勉強着陸生還。泰來與光仔、楊霖逃出直昇機，但因楊霖受傷而先帶到附近荒廢的醫院急救。
空戰部隊總部失去泰來等人的訊號，鄭重生不顧譚上校的反對，游說及決意駕駛裝甲車去接應泰來一行人，譚上校不情願之下給予鄭三小時的時限（亦是大暴雨的降雨倒數時間）去完成任務。鄭於貧民區找回了因事故而被泰來革職的前隊友、現時淪為收買佬的「臭鼬」游大朗（姜皓文飾）作裝甲車駕駛員。一方，泰來一行人在醫院受到了「潘朵拉」產生的外星生物「昆蟲人」攻擊，楊霖更因此受襲被咬死。鄭與臭鼬及時趕到，聯合擊退了昆蟲人，更救出了孤兒盼盼。泰來看見盼盼，更不期然重疊了已故女兒思思的影子。
五人一同出發，追蹤「基因子彈」的位置。此時光仔女友、通訊員小綠（吳倩飾）偵測到電波干擾的來源及巨鯨直昇機的墜毀地大廈「一線天」，並通知了譚冰及鄭重生一行人。鄭與泰來進入成為危樓的「一線天」，幾經辛苦下尋找到殘餘一顆基因子彈以及事故的機械人，並利用此追蹤到李昇為始作俑者。李昇得知後向五人及譚冰發下戰書，派出包括重型裝甲機械人窮奇、邢天等的機械人軍團追殺泰來一行人。
泰來五人隨後乘裝甲車向「潘朵拉」的母體寄居地中央五街進發，機械人軍團趕至，在公路上激戰，窮奇更摧毀了公路的架空橋。越過到架空橋缺口的裝甲車被窮奇的強大馬力拉扯，鄭重生於是跳上窮奇頂部將之摧毀，但亦隨其墮橋。餘下四人在千鈞一髮之際趕到中央五街，但受到配備電磁炮的邢天攻擊。在臭鼬的誘敵及炸藥轟開地底的作戰下，泰來阻止了邢天的攻擊，更成功解除了其配備的訊號干擾裝置，收到訊號的譚冰及時暫緩了轟炸計劃，但泰來亦因此重傷。鄭重生趕上匯合，在泰來交上了基因子彈後，鄭進入地底的母體寄居地，成功將「潘朵拉」注入基因子彈改造，及時阻止了浩劫。李昇知道事敗後，在譚冰以軍事罪名拘捕前飲彈自盡。
事後，B-16區以至全球的環境因「潘朵拉」共存而得到重生。泰來與臭鼬和好，亦康復後得以於空戰部隊復職。片尾，泰來與鄭重生接受新的任務，乘坐改裝了的裝甲車飛到月球軌道執行觀察任務。

## 演員
| 演員                | 角色           | 角色介紹 |
| 古天樂              | 泰來           | B16區空戰部隊主力，086戰機隊指揮官、思思之父、鄭重生之下屬。曾與譚冰不和，後和好。最後成功保留潘朵拉及制止它繼續生長。                              |
| 劉青雲              | 鄭重生         | B16區空戰部隊指揮官、泰來之上司、譚冰之下屬。曾與譚冰不和，後和好。最後成功保留潘朵拉及制止它繼續生長。                                             |
| 劉嘉玲              | 譚冰           | 上校、總部派遣至B16區執行「潘朵拉」改造作戰計劃的指揮官。 李昇之下屬，被他利用，後反目。 鄭重生及泰來之上司，與他們不和，後和好。                   |
| 姜皓文              | 游大朗（臭鼬） | B16區空戰部隊前隊員，先前因執勤而導致左眼失明，因任務失敗而被辭退。後復職，軍階至少尉。泰來之下屬，最後成功保留潘朵拉及制止它繼續生長。             |
| 謝君豪              | 陳蒼松博士     | 科學家，發明基因改造「潘朵拉」的方法 |
| 張家輝 （特別演出） | 李昇           | 本片终极大反派 少將、B16區總指揮，天幕的建造者。 譚冰之上司，利用她，後反目企圖利用譚冰，以犠牲空戰部隊及市民去摧毁潘朵拉，最後計謀失敗，吞槍自殺。 |
| 萬國鵬              | 霍乃光（光仔） | 通訊兵，後臨時加入由泰來指揮的B16區空戰部隊086戰機隊。 小綠之男友、泰來之下屬。                                                                     |
| 吳倩                | 小綠           | 通訊員。譚冰之下屬、霍乃光之女友。向譚冰揭破李昇之計謀。                                                                                            |
| 蘇悅弦              | 思思           | 泰來之女，因癌症而去世。 |
| 程小夏              | 盼盼           | 在荒廢的醫院被泰來救下的小女孩，被泰來視作自己女兒                                                                                                  |
| 胡子彤              | 汪海洋         | B16區通訊部隊指揮官、譚冰之下屬。 |
| 朱鑑然              |                | 天氣通訊員，小綠之拍檔。 |
| 赫子銘              | 楊霖           | B16區空戰部隊086戰機隊成員、泰來之下屬。被昆蟲人咬死而殉職                                                                                          |
| 張文傑              |                | B16區空戰部隊015戰機隊成員兼駕駛員。 |
| 羅浩銘              |                | B16區空戰部隊015戰機隊成員。 |
| 吳肇軒              |                | 市民A，目睹潘朵拉墜落地球。 |
| 邱芷微              |                | 通訊員 |
| 冼康正              |                | 通訊員 |
| 劉浩良              |                | DVD Buyer |

## 製作

### 開發
2014年電影已有概念，並早早就展開概念設定等早期工作。2015年5月電影首先以《矛盾戰爭》命名發佈先行預告片，並由古天樂的電影製作公司天下一電影製作。古天樂此前也收購了許多後期製作、數碼特效和特效化妝的公司，電影主要特效便會由視覺效果公司FATface production（發輝製作室）製作，FATface production曾獲得第二屆亞洲電影大獎最佳視覺效果。古天樂表示，希望透過這部電影，證明香港的特效已達國際水準。
最初導演人選為陳木勝出任，其後又傳出由羅志良導演，最終電影落實由電腦特技出身的吳炫輝執導，吳炫輝先後擔任多部電影視覺特效製作指導及數碼視覺特效製作，並三奪香港電影金像獎最佳視覺效果，代表作有《風雲II》、《畫皮》和《投名狀》，本片亦是吳炫輝的導演首作，劇本則由劉浩良及麥天樞撰寫，並由伍啟銘攝影，概念設計師Mike Andrew Nash進行道具、動力裝甲和機械人設計。
古天樂透露創作部分是最難的，故事最初並非現在這樣，劇本重新構思了兩、三次，因為不論是劇情、故事結構、時代背景等，都總是帶有不同西片的影子，於是改了又改。現時這個版本有港產片獨有的男人情義，亦展示了最擅長的動作元素，不是一槍就將機械人打死那種。

### 拍攝
2017年2月12日在深圳開鏡正式開始電影的拍攝工作。2017年3月11日，天下一電影發佈電影製作花絮以及古天樂未來造型為主的初版海報，當中公佈新片名為《明日戰記》，並展示了該片36個月的前期製作以及3億港元的新預算。會先後在內地及香港搭建大型拍攝基地，包括軍事指揮中心與未來荒廢城市，還有1比1的真實戰車，以展現2055年的世界。每套頭盔連盔甲合共約重15公斤（約33磅），每次穿戴動用至少4人幫手，用半小時以上去穿著及調整，還要裝上大螺絲，演員着上重裝即舉步艱難，還要拍攝動作鏡頭，往往焗出一身大汗，更因頭盔很重，戴得太耐會頭痛，拍攝中段要脫下休息。劉青雲及劉嘉玲均是首次拍攝科幻題材，根據預告，電影的拍攝預計需要4個月完成，而後期製作需要18個月。
2017年6月5日，宣佈電影經過四個月完成在深圳及大亞灣的拍攝，於2017年8月在香港重新開拍。

### 後期
影片中未來的景象大量以CGI形式呈現，再加上4年的後期製作，導演吳炫輝表示：「故事背景設定在一個現實的世界，我們必須從一張白紙開始，創造出一個新的世界，從外星怪物到演員穿的鎧甲到裝甲車輛等等，我們要創造出令人信服的一切，《明日戰記》可能是迄今為止香港製作技術難度最高的一部電影。」全片共有1,998個特效鏡頭，剪掉了200多個，所以全片剩下1700多個特效鏡頭，主要特效由FATface production製作，剩下的特效由包括本土團隊Big Picture Studios和Free-D Workshop（叁飛工場），俄羅斯團隊Main Road Post、Green Light、烏克蘭團隊Terminal FX及中國團隊MORE VFX在內的其他團隊製作，希娜魔夫負責物理特效，即部隊的動力裝甲，瀧工房道具製作。
根據電影、報刊及物品管理辦事處資料，《明日戰記》評定為IIA級，送檢的片長為112分鐘，但其後第46屆香港國際電影節公佈為開幕電影，片長縮短為100分鐘，未知是否跟中國大陸上映有關。據古天樂透露為了使電影更節奏明快，所以好多在B16區災民之間發生的劇情被迫刪走，當中本來有一段戲，講述泰來家中既有妻子亦有女兒，但他的太太亦是一名機甲戰士，後來不幸在一場戰爭中為了救泰來而陣亡，才導致泰來與女兒相依為命，亦因如此，在女兒因空氣毒素而過身之後，他對過身的妻子充滿悔疚。吳炫輝解釋影片第一剪為119分鐘，跟古仔商議後，再落刀濃縮，犧牲了一些文戲，希望節奏更緊湊。姜皓文暗示自己的戲份被刪剪最多：「有啲場口自己好鍾意，最後都忍痛剪咗。」
古天樂透露本來拍了跟青雲坐飛船上月球，在飛船外跟機械人對打時幾乎要跌下去的畫面，但最後沒有放在正片，亦講明不會收錄在特別版或加長版的影碟，他更自爆本來有另一個版本的結局，但為了整體更合家歡而改掉。

## 發行

### 先導預告
2018年3月19日發佈電影的新海報、劇照及先導預告。除了之前公佈的演員，預告片還包括劉嘉玲、張家輝和謝君豪等演員參演。同時，據報導該片的預算已增至4億港元。導演表示香港的電腦特效水平一直都存在，只是欠缺金錢與時間，《明日戰記》卻滿足了這兩項要求，期望憑藉電影向觀眾展示香港視覺特效製作已能達國際水平，刷新觀眾對於港產科幻片的以往評價。
2019年3月16日釋出全新電影海報與預告。主要角色包括古天樂、劉青雲、劉嘉玲、謝君豪、姜皓文與張家輝；而除外星異種藤蔓「潘朵拉」，「天幕計劃」也露出端倪。
2020年11月2日，官方公開了全新15秒預告，最後就聽到古天樂喊出「空戰部隊，行動！」
2021年12月4日，香港電影網誌《講。鏟。片》報導本片已完成香港電影、報刊及物品管理辦事處電影檢查送檢，被評IIA級，但正式公映日期仍然未定，有望預計2022年左右公映。
2021年12月6日，古天樂、劉嘉玲、姜皓文、胡子彤、朱鑑然、羅浩銘及張文傑等主演，齊齊於社交網站分享電影片段，並叫影迷「敬請期待」（stay tuned）。分享的片段有兩款，其中一款看到機械人及一個神秘符號，疑似是戲中所屬古仔帶領的軍隊，而另一款就出現疑似外星異種的樣子。
2021年12月10日，在官方社交平台上載片段，體育記者伍家謙報道一宗「特別新聞」，講述有隕石即將襲擊地球，空軍亦已出動戒備，並約定大家12月17日晚上8點留意宣傳。

### 上映
《明日戰記》預計2019年上映，疫情出現時特技部份已差不多完成，但疫情打亂所有計劃，最初以為幾個月便過去，但一年、兩年情況依然，有一刻不知怎行下去，其後唯有押後上映。
2021年12月18日，晚上8時在香港各大主要地區的大型屏幕播放《明日戰記》長約一分鐘的預告，以特別新聞報導形式發佈收到隕石墜落為重點，並且發現一種快速增長的植物，並指快速戰隊在應付，繼而看到戰隊的場面。末段則寫上「2022並肩作戰」的字眼，同時發佈了電影《明日戰記》的新版海報，亦同樣寫上了「2022並肩作戰」的字眼。
據消息透露，《明日戰記》在中國大陸上映遇到阻礙，受制於國家廣播電視總局對意識形態及題材的限制，遲遲未能獲當局亮綠橙，收回成本似乎遙遙無期，據聞該電影結局度來度去，也未能「通關」。
2022年7月16日，電影公司公告8月19日起優先場，8月25日在香港公映，發放角色最新海報及預告片，預告片提到機械人「窮奇」、「刑天」，更將於7月18日起在銅鑼灣時代廣場旁的勿地臣街，設置大型裸眼3D電視外牆宣傳短片，同時於百德新街商場「名店坊」的地下室舉辦專題展覽。中國大陸原定於8月12日上映，以「中国首部机甲硬核科幻大片」作爲宣傳，後宣佈提檔至8月5日全國公映，並在8月4日七夕開啟點映，8月12日上映IMAX版本。
2022年8月19日，電影公司公告香港IMAX版本在8月25日上映外，還有4DX及CGS巨幕版同步上映。
馬來西亞不少民眾都是看港產片及港劇長大，因此他們也很期待《明日戰記》在大馬的上映日期。馬來西亞影院GSCFB專頁宣布《独行月球》上映后，不少網民在帖子留言，查問何時會上映《明日戰記》，网民纷纷发声呐喊：“我们要《明日战记》，不是《独行月球》。”未幾愈來愈多網民湧入，跪求戲院早日播出《明日戰記》，並希望見古天樂等演員到馬來西亞宣傳。
2022年10月30日，電影獲邀成為英國「倫敦東亞電影節」之閉幕電影，門票於發售當日火速售罄，主辦方將加推播映場次。
2022年11月3日，網上串流平台Netflix宣布將推出五部華語原創作品，當中包括末日科幻鉅片《明日戰記》，在12月2日全球獨家播出。電影公司為隆重其事而於世界各大城市地標，包括紐約時代廣場、倫敦、東京澀谷全向交叉路口及臺北小巨蛋等多地設置大型戶外廣告。此外，《明日战记》將會於12月2日在愛奇藝、騰訊及優酷等多個內地视频网站平台上線播出。時長一開始標示1小時50分鐘，未知是否包含刪剪片段，但正式上架時長已改為1小時40分鐘。

### 刪剪片段
電影首個刪剪片段2022年10月3日曝光，片段開首只見全副裝備戴上面罩的部隊在風沙灰塵中前進；鏡頭一轉，吳肇軒用很多廢物零件砌成一棵聖誕樹，而食物和飲用水都是依靠政府統一派發的水券糧票兌換，以確保居民享用的都是經過濾處理。由於資源有限，搶水搶食物已是居民的日常，在領水期間，遠處見一隕石從天而降，潘朵拉從隕石中破繭而出，軒仔見狀火速逃命。
繼吳肇軒戲中B16區難民生活片段，2022年10月6日再釋出飾演譚冰上校的劉嘉玲及飾演蒼松博士的謝君豪在軍機上對話的刪剪片段。

## 迴響

### 票房

#### 中國大陸
中國大陸上映首天（2022年8月5日）票房突破1億人民幣，開畫一周總票房已达近2.63億人民幣。上映9天，總票房突破3億人民幣，僅次於另一部同期上映的科幻喜劇片《獨行月球》但被大幅拋離。上映13天，總票房突破4億人民幣，並且开始出現逆袭的迹象。其中從8月14日至17日，《明日战记》的上座率都位居第一，單日票房更反超同期上映且排片量較《明日战记》為多的另一部內地电影《断·桥》。因此有分析認為《明日战记》并非不受欢迎，票房不够火最关键的原因是排片失利等成最大因素。
此外，有部分网民在微博上表示自己透过第三方平台购买了《明日战记》电影票，但出票的票根显示的是《独行月球》，怀疑是“偷票房”，事后得到官方证实，惟《独行月球》片方表示有关事件是“恶意不实言论”。
上映至8月22日共18天，《明日战记》總票房突破5亿人民幣，成为继《独行月球》、《人生大事》、《侏罗纪世界》和《神探大战》之后，暑期档又一部票房破5亿的作品。並且同時宣佈密钥延期，《明日战记》將會延长上映至10月4日，後缩短五天為国庆日前至9月29日。其後在国庆档前夕再度宣佈密钥延期，批准延長上畫至10月27日、後三度延期批准延長上畫至11月26日，其後四度延期批准延長上畫至12月1日。
上映三周多，總票房累積突破6亿人民幣，最终總票房累計6.79亿人民幣，為2022年度中國內地华语电影票房第9位。

#### 香港
香港在2022年8月19至21日連續3日有優先場，共有125場放映全數爆滿。2022年8月25日正式上畫，截至下午2點半，票房已錄得184萬，順利登上2022華語片開畫票房冠軍，首日開畫錄得366萬，連同優先場票房累計$5,888,889（約589萬港元）。至第二天上映，港澳兩日票房速破1000萬，其中香港票房更已突破1250萬。至第四天（8月28日）上映，截至下午4時，據香港票房有限公司資料顯示，累積票房已突破$20,274,457（約2000萬港元）大關，全日累積票房錄得$21,784,237（約2178萬港元）。
至上映一周，累積票房$30,158,620（約3015萬港元）。開畫一周多，票房衝破4000萬大關，累計票房$44,069,479（約4406萬港元）。
踏入次周，《明日戰記》票房衝破5000萬大關、累積票房已達5040萬港元，並超越1992年由周星馳與梅艷芳主演的電影《審死官》創下之5021萬港元票房記錄。
經歷中秋檔期過後，至上映18天（2022年9月11日）為止，累積票房$53,553,764（約5355萬港元）。上映19天（9月12日），截至下午4時，票房已衝破5,500萬大關，打入本地最賣座華語電影十大位置，且超越梁朝偉和劉德華合演的2002年警匪電影《無間道》。
開畫三周，根據香港票房有限公司資料，《明日戰記》票房已衝破5700萬港元。至上映23天（9月16日），截至中午，累積票房$57,763,568（約5776萬港元），並分別超越1995年及1996年由成龍主演的兩部電影《紅番區》之5691萬港元及《警察故事4之簡單任務》之5751萬港元票房記錄。相隔一天，票房衝破5800萬港元大關。
至9月18日為止，《明日戰記》票房已衝破6000萬港元大關、累計票房$60,376,891（約6037萬港元）。上映27天（2022年9月20日），《明日戰記》的入場觀眾已突破85萬人次，累積票房達$60,845,478，並分別打破由甄子丹主演的2015年電影《葉問3》之6042萬港元及周星馳主演的2001年經典電影《少林足球》之6073萬港元票房記錄。
至上映29天（9月22日）為止，截至下午3時，《明日戰記》累積票房已達6153萬港元。至接近一個月，《明日戰記》總票房已衝破6207萬港元，並超越九把刀於2011年執導的台灣電影《那些年，我們一起追的女孩》，打入本地影史最賣座華語片三甲位置。其後更加打破《梅艷芳》的6240萬票房紀錄，票房收入僅次於2016年電影《寒戰II》。
開畫一個月，《明日戰記》累計票房$63,379,962（約6337萬港元）。至上映六周 (10月2日)，累積票房屢創新高並已衝破6,500萬港元。
開畫近七周，《明日戰記》累積票房衝破6625萬港元。其後累積票房更衝破6684萬港元，正式打破《寒戰II》6682萬的票房記錄，成為香港最賣座華語片第1位。
上映近一個半月（截至10月9日），《明日戰記》一週票房更逆市上升，週票房由第6週213萬升至第7週333萬，累計票房$68,856,200（約6885萬港元），打破2016年韓國賣座電影《屍殺列車》，成為香港最賣座的亞洲電影。其後累積票房更衝破7000萬港元，成為香港上映首部打破該票房成績的電影，同時成為香港首部打入該成績的亞洲電影；亦是繼《少林足球》後，相隔21年再有香港電影打破票房紀錄。
上映近九周（截至10月16日），《明日戰記》累計票房$73,351,821（約7335萬港元），衝破7,300萬港元大關。踏入第十周（截至10月23日），《明日戰記》累計票房$76,466,930（約7646萬港元），已衝破7500萬港元大關。
開畫兩個月（截至10月30日），《明日戰記》累計票房$78,046,242（約7804萬港元）。踏入十周（截至11月6日），《明日戰記》累計票房$79,475,140（約7947萬港元）。
上映十一周（截至11月13日），《明日戰記》再度打破紀錄，累計票房$80,280,788（約8028萬港元），成為香港首部衝破8000萬票房的電影，同時再次成為香港首部打入該成績的亞洲電影；以及本地最賣座電影第20位。
開畫三個月（截至11月27日），《明日戰記》累計票房$81,432,601（約8143萬港元）。最終總票房累計$81,821,966（約8182萬港元），並且一度成為香港票房收入最高的華語電影，其後紀錄在2023年被《毒舌大狀》打破。但《明日戰記》仍然成為2022年度香港電影票房冠軍。
| 上一届： 《阿媽有咗第二個》 | 2022年香港一週票房冠軍 第34-35週 | 下一届： 《飯戲攻心》 |
| 上一届： 《阿媽有咗第二個》 | 2022年香港週末票房冠軍 第35-36週 | 下一届： 《飯戲攻心》 |

### 串流平台
《明日戰記》12月2日在Netflix上架後，再次创下佳绩。除了成為香港單日點擊冠軍之外，更在马来西亚、秘魯、墨西哥、厄瓜多爾及玻利維亞的點擊率排第二位，在其他地方也打入頭三甲位置，並成功躋身全球點擊率第6位。此外針對台灣觀眾的收視統計，根據Netflix台灣12月電影最新收視排行，《明日戰記》排行第2位，僅次於挪威製作的怪獸電影《山怪巨魔》。

## 歌曲

### 香港
| 曲序 | 曲目                     |         | 作曲     | 编曲                | 演唱                       |
| ---- | ------------------------ | ------- | -------- | ------------------- | -------------------------- |
| 1.   | 《明日之明日》（主題曲） | - Oscar | - 陳光榮 | - 陳光榮 - Kay Chan | - ANSONBEAN - Winka@COLLAR |

### 中国大陆
| 曲序 | 曲目                   |                        | 作曲           | 编曲                            | 演唱           |
| ---- | ---------------------- | ---------------------- | -------------- | ------------------------------- | -------------- |
| 1.   | 《逆戰》（片尾曲）     | 裴育                   | 曲世聪         | 曲世聪、宋涛                    | 张杰           |
| 2.   | 《明日战记》（推广曲） | 張硯拙、袁婭維、黑金雨 | 張硯拙、袁婭維 | FiRe、VainlyBoiAslayerr、CVvzzZ | 張硯拙、袁婭維 |

## 電影原聲大碟
《明日戰記 電影原聲大碟》由陳光榮監製，One Cool Music發行，收錄了電影《明日戰記》主題曲及配樂，合共21首作品。

### 曲目列表
| CD       | CD                 | CD       | CD       | CD               | CD                                    | CD    |
| 曲序     | 曲目               |          | 作曲     | 编曲             | 备注                                  | 时长  |
| -------- | ------------------ | -------- | -------- | ---------------- | ------------------------------------- | ----- |
| 1.       | 明日之明日         | Oscar    | 陳光榮   | 陳光榮、Kay Chan | 主題曲，ANSONBEAN、Winka@COLLAR主唱。 | 4:04  |
| 2.       | 潘朵拉             |          | 陳光榮   |                  |                                       | 4:28  |
| 3.       | 基因子彈           |          | 陳光榮   |                  |                                       | 4:14  |
| 4.       | 明日主題           |          | 陳光榮   |                  |                                       | 1:51  |
| 5.       | 空戰任務           |          | 陳光榮   |                  |                                       | 10:04 |
| 6.       | 音樂盒的回憶       |          | 陳光榮   |                  |                                       | 0:38  |
| 7.       | 歸隊               |          | 陳光榮   |                  |                                       | 1:17  |
| 8.       | 鬼魅醫院           |          | 陳光榮   |                  |                                       | 3:24  |
| 9.       | 突破蟲圍           |          | 陳光榮   |                  |                                       | 2:10  |
| 10.      | 繼續行下去         |          | 陳光榮   |                  |                                       | 1:30  |
| 11.      | 回憶的延續         |          | 陳光榮   |                  |                                       | 2:19  |
| 12.      | 一線天             |          | 陳光榮   |                  |                                       | 1:53  |
| 13.      | 不單做到, 做得更好 |          | 陳光榮   |                  |                                       | 1:26  |
| 14.      | 我就是天幕         |          | 陳光榮   |                  |                                       | 1:46  |
| 15.      | 刑天               |          | 陳光榮   |                  |                                       | 3:34  |
| 16.      | 後有追兵           |          | 陳光榮   |                  |                                       | 0:57  |
| 17.      | 機械人兵團         |          | 陳光榮   |                  |                                       | 3:13  |
| 18.      | 犧牲小我           |          | 陳光榮   |                  |                                       | 2:40  |
| 19.      | 已經下雨了!        |          | 陳光榮   |                  |                                       | 1:40  |
| 20.      | 終止B計劃          |          | 陳光榮   |                  |                                       | 4:44  |
| 21.      | 下一個任務         |          | 陳光榮   |                  |                                       | 1:09  |
| 总时长： | 总时长：           | 总时长： | 总时长： | 总时长：         | 总时长：                              | 59:01 |

## 續集
2022年6月1日，古天樂於Discord開AMA透露《明日戰記2》已經正在籌備劇本階段，2022年8月25日，續集已經在寫劇本了，因為這一集之後，具備了所有數據及設計，其實很快就可以拍下一集，一定比今次快很多很多。導演吳炫輝透露，《明日戰記》會以動畫形式開拍前傳，而續集劇本也在籌備中。
在兩至三個星期後，公司會再宣布另一大型科幻製作。2022年6月20日，公布了由古天樂的天下一集團、紫荊集團以及麗新集團合作的新電影《天梯》。運用LED螢幕實時拍攝，在整個錄影廠中以360度的LED螢幕模擬太空，然後再使用IMAX攝影機拍攝。
2022年8月19日，古天樂出席香港電腦通訊節活動，表示未來將會有更多拍攝計劃，正在構思一部太空大戰電影，希望未來可以開拍。
2022年9月22日，古天樂為現場的《明日戰記》觀眾帶來天下一絕密動向片段，披露《明日戰記》動畫版先導預告，故事將會圍繞電影虛構世界的起源、機械人的叛變等元素。而絕密預告最後一幕顯示「前傳 2025」。其後電影公司決定把原先只加插在電影工作人員名單後的前傳動畫片段正式公開，讓廣大影迷也一起投入到這部前傳動畫世界。總監製古天樂並透露前傳動畫能讓觀眾更了解電影的世界觀和人物關係，並指當中的女主角為機甲部隊女成員，亦是他戲中角色的老婆，當中還加插一個動畫版「泰來」現身。

## 市場營銷
2022年8月6日，電影製作及發行商OneCool Collective宣布推出首個NFT項目《OneCool Collective：明日戰記》，此NFT以電影中的動力裝甲造型變幻出1萬個獨特的3D虛擬化身NFT。首階段推出2,000個特別版 NFT、第二階段的8,000個限量收藏版NFT於8月19日推出，並在香港電腦通訊節推出限定收藏版NFT，也包括NFT兌換碼、電影票、 Hot Toys Cosbaby換領證、限量版Tote袋、T-shirt、Postcard及藝術家利志達的手繪海報。其後為配合電影主題，在上映前夕周邊開放預售，加推1：6比例角色模型及合金玩具車等多種商品。

## 軼事
- 片中機械人『窮奇』所射出的導彈為兩枚AIM-9X響尾蛇導彈，另外，片中的飛魚偵察艦原型為V-22魚鷹式傾轉旋翼機。
- 片中的不明外星物體和機械人名稱來自不同歷史典故，包括外星生物潘朵拉來自希臘神話中的第一個女人，而機械人『窮奇』和『刑天』則來自《山海經》內的怪獸。
- 此片是古天樂、劉青雲和張家輝繼2013年電影《掃毒》後第二次合作的電影，期間三人曾分別合作拍攝《廉政風雲 煙幕》和《使徒行者》等電影。事實上，古天樂和劉青雲曾合作拍攝清末民初武侠片《危城》。
- 片尾彩蛋原本為《天梯》的測試影片，講述泰萊於太空任務期間遭受機械人襲擊。但基於涉及到劇透片段，此彩蛋被迫移除，並改為前傳動畫版先導預告。[原創研究？][125]

## 奬項
| 年份 | 颁奖典礼                   | 奖项               | 入圍者                                                                | 结果 |
| ---- | -------------------------- | ------------------ | --------------------------------------------------------------------- | ---- |
| 2022 | 倫敦東亞電影節             | 亞洲影壇傑出成就獎 | 古天樂                                                                | 獲獎 |
| 2022 | AEG 娛樂人氣王2022         | 年度最佳電影       | 《明日戰記》                                                          | 獲獎 |
| 2022 | AEG 娛樂人氣王2022         | 最佳電影監製       | 古天樂                                                                | 獲獎 |
| 2022 | 第十四届澳门国际电影节     | 最佳影片           | 《明日戰記》                                                          | 獲獎 |
| 2022 | 第十四届澳门国际电影节     | 最佳導演           | 吳炫輝                                                                | 提名 |
| 2022 | 第十四届澳门国际电影节     | 最佳男主角         | 古天樂                                                                | 提名 |
| 2022 | 第十四届澳门国际电影节     | 最佳女主角         | 劉嘉玲                                                                | 提名 |
| 2022 | 第十四届澳门国际电影节     | 最佳攝影           | 伍啟銘                                                                | 提名 |
| 2023 | 第29屆香港電影評論學會大獎 | 推薦電影           | 《明日戰記》                                                          | 獲獎 |
| 2023 | 第16屆亞洲電影大獎         | 最佳視覺效果       | 鄒志盛、梁偉傑、郭泰、羅慧媚                                          | 獲獎 |
| 2023 | 第36屆華鼎獎               | 華語最佳影片       | 《明日戰記》                                                          | 提名 |
| 2023 | 第36屆華鼎獎               | 華語電影最佳男主角 | 古天樂                                                                | 獲獎 |
| 2023 | 第41屆香港電影金像獎       | 最佳電影           | 《明日戰記》                                                          | 提名 |
| 2023 | 第41屆香港電影金像獎       | 最佳攝影           | 伍啟銘                                                                | 提名 |
| 2023 | 第41屆香港電影金像獎       | 最佳剪接           | 黃海、陸志灝                                                          | 提名 |
| 2023 | 第41屆香港電影金像獎       | 最佳美術指導       | 莫少宗、林偉健                                                        | 提名 |
| 2023 | 第41屆香港電影金像獎       | 最佳服裝造型設計   | 張兆康                                                                | 提名 |
| 2023 | 第41屆香港電影金像獎       | 最佳動作設計       | 黃偉亮                                                                | 獲獎 |
| 2023 | 第41屆香港電影金像獎       | 最佳音響效果       | Nopawat Likitwong、游國樑、Sarunyu Nurnsai、Dhanarat Dhitirojana      | 獲獎 |
| 2023 | 第41屆香港電影金像獎       | 最佳視覺效果       | 鄒志盛、梁偉傑、郭泰、羅慧媚                                          | 獲獎 |
| 2023 | 第41屆香港電影金像獎       | 最佳原創電影音樂   | 陳光榮                                                                | 提名 |
| 2023 | 第41屆香港電影金像獎       | 最佳原創電影歌曲   | 《明日之明日》 作曲：陳光榮 填詞：Oscar 主唱：Ansonbean、Winka@Collar | 提名 |
| 2023 | 第41屆香港電影金像獎       | 新晉導演           | 吳炫輝                                                                | 提名 |

## 外部連結
- 明日戰記的Facebook專頁
- 明日戰記的Instagram帳戶
- 香港影庫上《明日戰記》的資料（繁體中文）
- 豆瓣电影上《明日戰記》的資料 （简体中文）
- 时光网上《明日戰記》的資料（简体中文）
- 互联网电影数据库（IMDb）上《明日戰記》的资料（英文）
- Box Office Mojo上《明日戰記》的资料（英文）
- 爛番茄上《明日戰記》的資料（英文）